# Ian Vougioukas
Ian Vougioukas (Londres, 31 de mayo de 1985) es un exjugador de baloncesto griego nacido en el Reino Unido. Con 2,11 metros de altura actuaba en la posición de pívot. Tras un paso por el baloncesto universitario estadounidense, desarrolló su carrera como profesional mayormente en clubes de Grecia, aunque también jugó en Rusia, Turquía, Alemania y Lituania. Con la selección de baloncesto de Grecia compitió en dos ediciones de la Copa Mundial de Baloncesto: Turquía 2010 y España 2014.

## Trayectoria deportiva
Comenzó su carrera profesional en el Rethymno B.C. y más tarde, en el Olympiacos.
En 2009, llegó al Panellinios desde el Olympiakos y promedió 13.5 puntos y 5.9 rebotes en 24 minutos disputados por partido.
Vogioukas tiene experiencia al más alto nivel, tiene una Euroliga con el Panathinaikos, la de 2011. Jugó dos temporadas con el Unics Kazán donde promedió 9.1 puntos y 3.5 rebotes en la VTB-League y 11.0 puntos y 3.3 rebotes en la Eurocup.
En 2015, Ian abandona el barco “Galatasaray”, para firmar con el Ratiopharm Ulm. El griego estaba promediando 2.0 puntos, 2.2 rebotes y 1.5 asistencias en la liga turca. En Alemania, terminó el año con 13.2 puntos y 3.6 rebotes en la BBL.
En agosto de 2015, firma en el Zalgiris Kaunas.

## Selección nacional
Vougioukas representó a su país internacionalmente, tanto a nivel juvenil como a nivel absoluto. Jugó en el Campeonato Europeo de Baloncesto Masculino Sub-16 de 2001, y en el Campeonato Europeo de Baloncesto Masculino Sub-20 de 2004 y 2005. Además participó del Campeonato Mundial de Baloncesto Sub-19 de 2003 y del Campeonato Mundial de Baloncesto Sub-21 Masculino de 2005.
En el torneo de baloncesto de los Juegos Mediterráneos de 2009 contribuyó a que su equipo obtuviese la medalla de plata.
Con la selección mayor disputó dos ediciones de la Copa Mundial de Baloncesto: Turquía 2010 y España 2014.

## Vida privada
Es primo de la esgrimista Vassiliki Vougiouka y hermano de Alex Vougiouka, que también jugó profesionalmente al baloncesto en Grecia.